# Святой Януарий

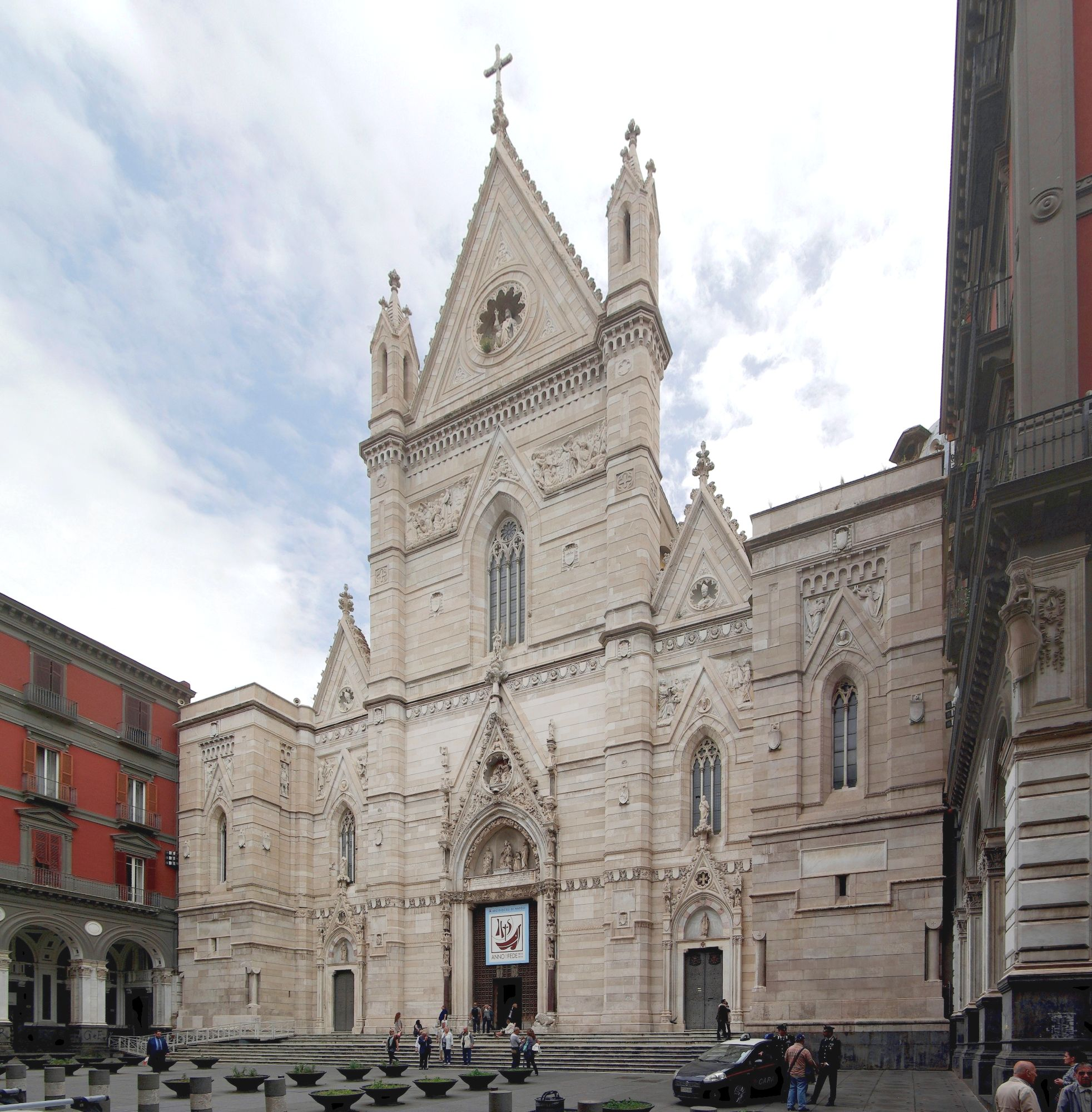
Собор Святого Януария. Неаполь

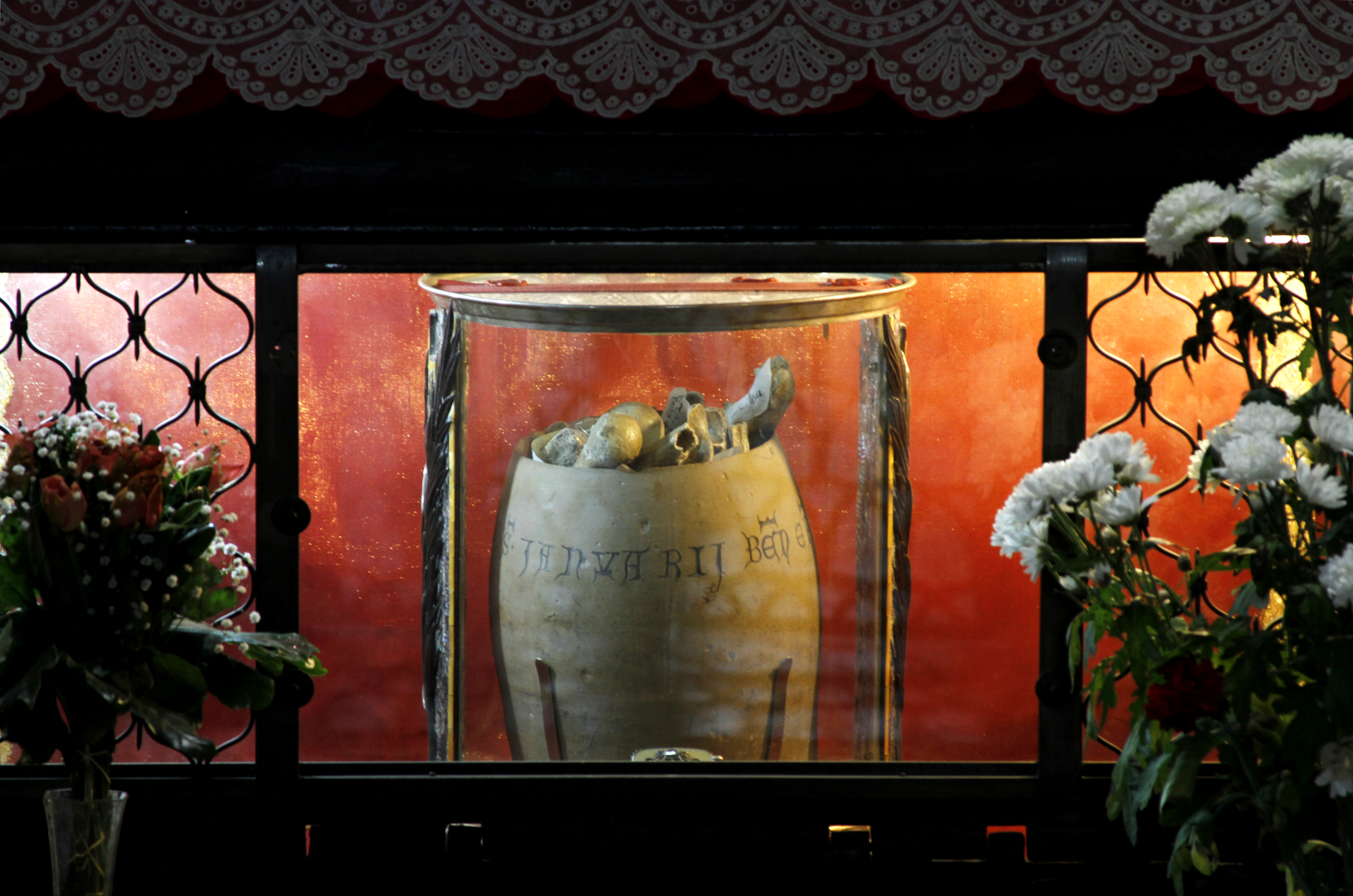
Мощи Святого Януария в крипте собора Святого Януария

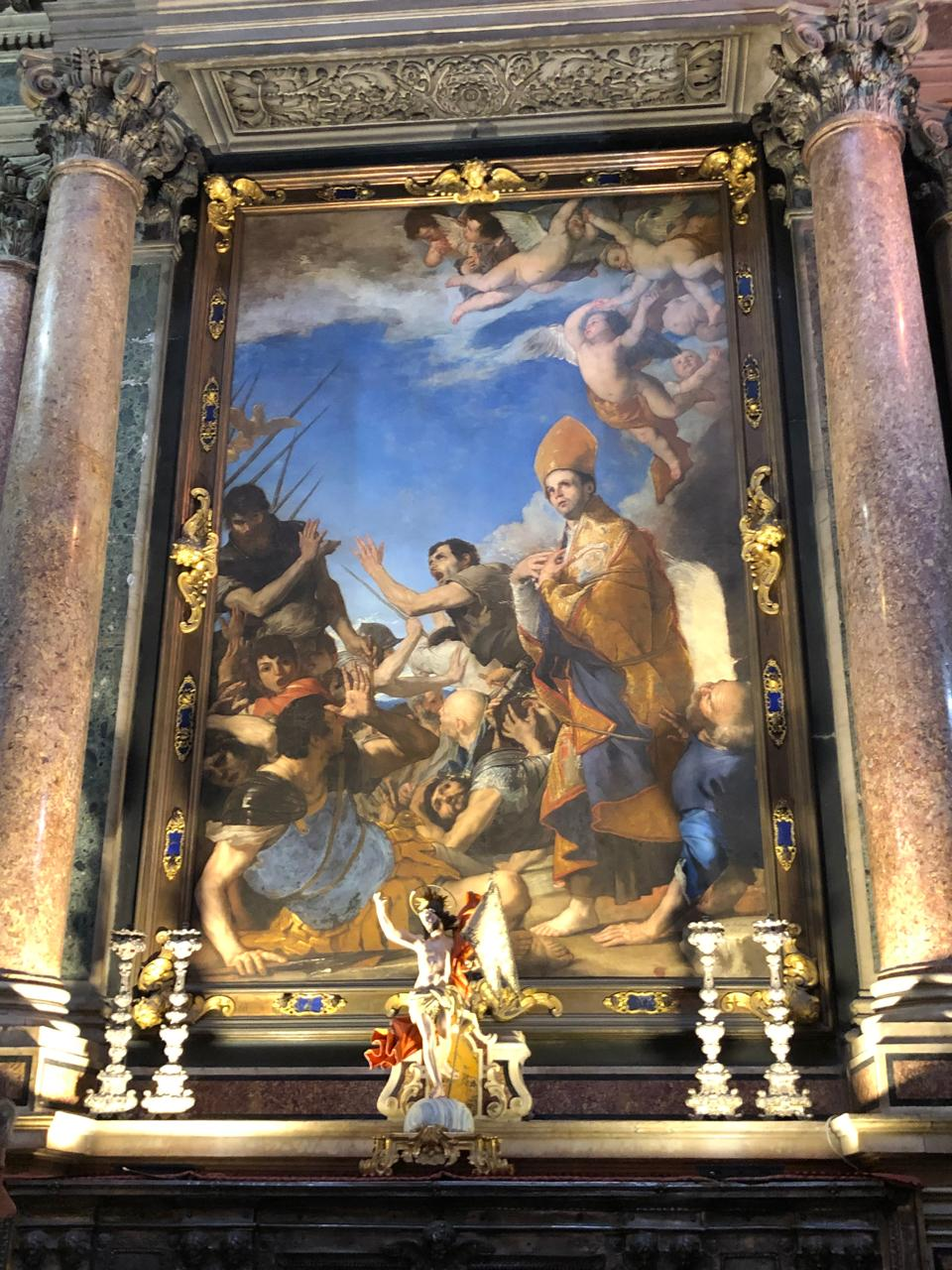
Картина (маслом на меди) Хусепе де Риберы «Святой Януарий выходит невредимым из печи». Неаполь

Святой Януарий, Ианнуарий (лат. Januarius, итал. San Gennaro) — священномученик, почитаемый Католической и Православной Церквами, покровитель Неаполя, известный регулярно происходящим «чудом».

## Житие и источники
Впервые о Януарии упоминается в послании Урания к Пакату (431 год), автор текста рассказывает о явлении Януария, «одновременно епископа и мученика, прославившего церковь города Неаполя» умиравшему Павлину Ноланскому. Наиболее ранним источником, подробно рассказывающим о жизни и мученичестве Януария, является мученические акты «Acta bononiensia» (Болонские акты, VI—VII века) и их расширенная версия — Ватиканские акты (VIII—IX века). Согласно этим актам, Януарий происходил из аристократической семьи из Беневенто, в юном возрасте стал христианином, затем ещё молодым человеком стал первым епископом Беневенто. Во время великого гонения при императоре Диоклетиане Януарий регулярно посещал брошенных в темницу Поццуоли диаконов Созия и Прокла, совместно с ними совершал там литургию. Во время одного из таких богослужений Януарий был арестован. Затем епископ, а также диаконы Созий, Прокл, Фест, чтец Дезидерий и миряне Акуций и Евтихий были последовательно: брошены в печь, но остались невредимыми; отданы на съедение зверям в цирке Поццуоли, но звери не тронули их; наконец, были обезглавлены (305 год). В момент кончины Януарию было около 30 лет.
Имя Януария упоминается уже в V веке в Мартирологе Иеронима (память Януария и пострадавших с ним мучеников там отмечена под восемью различными датами), в VI веке — в карфагенском календаре (дважды: Януарий — 19 сентября, Соссий — 23 сентября). Имеются письменные свидетельства о почитании Януария и его соратников в Англии и Германии уже в VIII—IX веках. В Риме начало почитания Януария, Соссия и других мучеников связывается с папой Симмахом.
В IX веке «Gesta episcoporum Neapolitanorum» рассказывает с подробностями историю обретения и перенесения мощей святого, произошедшие в V веке, а календарь неаполитанской церкви указывает два дня памяти Януария — 13 апреля (перенесение мощей из Поццуоли в катакомбы Сан-Дженнаро в Неаполе) и 19 сентября (мученичество).
Важным свидетельством почитания святого являются его многочисленные изображения в катакомбах Сан-Дженнаро, самые ранние из которых относятся к VI веку. Примечательно, что все прочие святые изображены в катакомбах с поясняющими надписями, и лишь Януарий — без всяких пояснений. Таким образом, образ Януария к этому моменту был настолько узнаваем, что не нуждался в комментариях.

## Реликвии святого Януария

### Судьба мощей
По сообщению «Gesta episcoporum Neapolitanorum», мощи святого Януария были первоначально тайно погребены в Поццуоли, а неаполитанский епископ Иоанн I (занимал кафедру в 414—432 годах) обнаружил их и перенёс в катакомбы Сан-Дженнаро, находившиеся у подножия холма Каподимонте, к северу от Неаполя. Эти катакомбы с тех пор носят имя святого Януария (Сан-Дженнаро). О пребывании в катакомбах почитаемых мощей говорят многочисленные мозаики и фрески с изображением святого в аркосолиях. В VI веке у входа в верхний уровень катакомб была сооружена так называемая Большая базилика (сейчас называется San Gennaro extra Moenia, то есть «за стенами»), алтарь которой находился над гробницей священномученика. В 1973 году археолог Умберто Фазола обнаружил место пребывания мощей святого в катакомбах, окружённое многочисленными гробницами неаполитанских епископов.
В 831 году беневентский князь Сико, напав на Неаполь, перевёз мощи Януария в Беневенто. Около 1154 года сицилийский король Вильгельм I Злой, нанеся поражение владевшему Беневенто папе Адриану IV, приказал перевести мощи в монастырь Монте-Верджине, где о них практически забыли. В 1497 году кардинал-архиепископ Неаполя Алессандро Карафа перенёс их в Неаполь.
В Неаполе всё это время оставалась глава святого Януария. Для её хранения в 1305 году на средства короля Карла II Хромого тремя провансальскими мастерами был изготовлен позолоченный серебряный бюст, в течение XVIII века великолепно украшенный неаполитанскими монархами.
Таким образом, после 1497 года все реликвии святого Януария находятся в Неаполе. В 1964 году было произведено исследование мощей. Они были помещены в запечатанной овальной терракотовой урне лангобардской эпохи (VI—IX века), завёрнутой в бархатную ткань. Урна с надписью C(orpus) S(ancti) Ianuarii Ben(eventani) Epi(scopi), в свою очередь, находилась в деревянном ларце, а последний — в бронзовом реликварии 1511 года. Сами мощи представляют собой хорошо сохранившиеся кости мужчины 35—40 лет, ростом около 1,90 м.

### Почитаемые реликвии и место их хранения
Мощи святого Януария хранятся в алтаре крипты кафедрального собора Неаполя (перестроена в 1497—1508 годах) . Доступ к ним осуществляется по двум лестницам по обе стороны от главного алтаря собора и является свободным за исключением времени богослужения на «верхнем» алтаре.
Глава святого, помещённая в реликварий — позолоченный серебряный бюст, — находится в капелле Сокровищницы святого Януария, пристроенной к собору. В 1713 году бюст был увенчан митрой, украшенной 3 328 бриллиантами, 198 изумрудами и 168 рубинами. В 1769 году ювелир Микеле Дато изготовил для бюста ожерелье, состоящее из тринадцати золотых цепей, украшенных драгоценными камнями. На ожерелье подвешены четыре креста:
- крест с 13 бриллиантами и 13 рубинами подарен Карлом VII Бурбонским в 1734 году,
- крест с 64 драгоценными камнями преподнесён Марией Амалией Саксонской, женой Карла VII в 1739 году,
- крест с 106 бриллиантами и 6 сапфирами подарен Марией Каролиной Австрийской, женой Фердинанда IV Бурбонского, в 1775 году,
- крест с 248 бриллиантами и 4 изумрудами преподнесён Марией Кристиной Савойской, женой Фердинанда II, короля Обеих Сицилий.

Драгоценности, преподнесённые Януарию, в обычное время хранятся в музее собора, а сам бюст доступен для свободного обозрения в капелле Сокровищницы.
Наконец, самой известной реликвией святого являются две стеклянных ампулы, содержащие, по убеждению верующих, кровь святого Януария. Первым упоминанием об этой реликвии считается сообщение хроники Chronicon Siculum от 17 августа 1389 года, в котором содержится восторженный рассказ о чуде, связанном с кровью Януария. С 1667 года ампулы хранятся за алтарём капеллы Сокровищницы, в нише, закрытой двумя массивными серебряными дверями — даром Карла II Испанского.

## Сокровищница святого Януария и почитание святого неаполитанцами
В 1526—1527 годах Неаполь перенёс тяготы проходившей на территории Неаполитанского королевства войны между Францией и Испанией, а затем город был поражён эпидемией. 13 января 1527 года неаполитанцы в лице 6 «избранных» (5 от аристократии и 1 от буржуазии) принесли обет святому Януарию воздвигнуть новую капеллу в его честь в обмен на постоянное покровительство святого. Обет был оформлен письменно, скреплён подписями «избранных» и заверен нотариально. Таким образом, неаполитанцы связали своего покровителя подобием договора. В период между 1608—1646 годами была построена новая капелла, получившая название Сокровищницы святого Януария (Капелла Сан-Дженнаро). О серьёзности неаполитанцев в исполнении обета говорят их отказ от предложенной женой вице-короля (испанкой) денежной помощи и отстранение от работ в часовне всех художников — не неаполитанцев.
Помимо бюста святого Януария, в Сокровищнице были помещены статуи 51 святого, которым посвящены другие храмы Неаполя. В процессиях в честь святого Януария эти статуи выполняли роль «свиты святого». Храмы могли получить назад статую своего святого только на время под залог полной стоимости статуи.
Сама Сокровищница является признанным шедевром барокко, украшена фресками Доминикино, Риберы, Ланфранко, массивными серебряными дверями работы Фанзаго.
В течение XVI—XVIII века почитание святого Януария стало настоящим народным культом неаполитанцев. Все события неаполитанской истории так или иначе связаны в народном сознании с заступничеством святого покровителя. Правители Неаполя также поддерживали и разделяли этот народный культ. Так, Карл VII, считавший свою победу при Веллетри над австрийцами заслугой Януария, пожаловал святому военный чин командора.
Самым известным случаем покровительства Януария считается спасение Неаполя от извержения Везувия в 1631 году, красочно описанное в народных легендах. Поток лавы во время этого извержения направлялся прямо на город. Народ требовал вынести навстречу лаве реликвии святого, но архиепископ и «депутаты Сокровищницы», хранившие ключи от ниши с реликвиями, уже бежали, и извлечь реликвии не было возможности. Тогда навстречу потоку лавы направился крестный ход со Святыми Дарами, но и эта процессия не помогла. Тогда молящиеся стали взывать к Януарию, и на их глазах рука каменной статуи святого Януария, стоявшей на мосту, поднялась и одним жестом остановила извержение. Этот рассказ как нельзя лучше свидетельствует об уверенности неаполитанцев в безграничной силе их покровителя. В честь спасения Неаполя от извержения установлен особый праздник 16 декабря.
В 1799 году королевская власть предприняла попытку лишить Януария статуса покровителя города за «измену». Обстоятельства этой «измены» не менее ярко свидетельствуют об особом отношении неаполитанцев к своему святому. В январе 1799 года французская армия под командованием генерала Жана Шампионне овладела Неаполем, король Фердинанд IV бежал, и здесь была провозглашена Партенопейская республика. Чтобы добиться симпатии роялистски настроенного населения, Шампионне потребовал от клириков собора совершения внеочередного чуда святого Януария. Французские солдаты проникли в ризницу и угрожали клирикам расстрелом, и чудо действительно совершилось 24 января 1799 года. Приняв чудо как знак симпатии святого французам, неаполитанцы шумно приветствовали установление республики. В том же году армия санфедистов под командованием кардинала Руффо заняла Неаполь и восстановила королевскую власть. Руффо объявил, что ему во сне явился святой Антоний Падуанский, принявший решение стать покровителем города вместо изменника Януария. В ходе торжественной церемонии Антоний был провозглашён новым патроном Неаполя, а Януарий со своими реликвиями изгнан. Впрочем, вскоре народное благочестие заставило короля вернуть Януарию его законный «пост» покровителя города.

## Чудо святого Януария
Святой Януарий известен в католическом мире чудом, регулярно происходящим на его реликвиях. Первое упоминание об этом чуде относится к 17 августа 1389 года.
Сутью чуда является разжижение, а иногда даже вскипание хранящейся в закрытой ампуле засохшей жидкости, считающейся кровью святого Януария. В обычное время ампула с кровью находится в закрытой серебряными дверями нише в Сокровищнице святого Януария. При извлечении ампулы и помещении её вблизи реликвария с головой Януария кровь в ампуле становится жидкой. Чудо собирает огромное количество паломников и любопытствующих.
В настоящее время чудо совершается трижды в год:
- суббота перед первым воскресением мая — первое перенесение мощей Януария из Поццуоли в Неаполь (V век), глава и ампула с кровью, вместе со статуями святых из «свиты Януария» переносятся крестным ходом из кафедрального собора в Санта-Кьяра, где они пребывают в течение 8 дней. Красочная процессия («Шествие с гирляндами») в этот день проводится с 1337 года;
- 19 сентября — мученичество святого Януария (305), глава и ампула с кровью выставляются на почитание верующим на 8 дней,
- 16 декабря — спасение Неаполя от извержения Везувия (1631 год), глава и ампула с кровью выставляются для почитания на 1 день.

Известны случаи, когда чудо не совершалось в установленный день; такое событие считается предзнаменованием общественных бедствий. Так, в XX веке чудо не произошло трижды: в 1939 году — перед началом Второй мировой войны, в 1944 году — перед извержением Везувия, в 1980 году — перед сильным землетрясением. Чуда не произошло и в день памяти святого в 2016 году перед мощным землетрясением в Мексике.

### Научные исследования
Хотя католическая церковь всегда поддерживала праздник, она никогда не давала официального подтверждения чуда, придерживаясь нейтральной позиции относительно научных исследований феномена. Церковь отказалась передать образцы содержимого запечатанной ампулы для исследования, в связи с чем доступен лишь спектральный анализ. Спектрографические исследования, проведённые дважды (1902 и 1988), показали следы гемоглобина и продуктов его распада в веществе, хранящемся в ампуле. Однако спектрография позволяет оценить состав лишь приблизительно, и надёжность этих двух исследований ставится под сомнение.
Проведённое в 1900 и 1904 годах взвешивание показало, что во время чуда вес ампулы меняется на 28 граммов. Однако позднейшие более точные измерения, проведённые через пять лет, изменения веса не показали.
Известно множество гипотез, объясняющих чудо. В основном они связывают чудо с особым характером вещества, находящегося в ампуле, которое переходит в жидкое состояние под влиянием изменения температуры, светового потока или тряски, сопровождающей извлечение ампулы из ниши.
В 1992 году итальянские ученые получили «кровь Святого Януария» в лабораторных условиях. Все использованные материалы и процессы были известны в средневековье. Тиксотропный бурый гель основного оксида железа FeO(OH) становился жидким при встряхивании. Спектр поглощения полученной смеси был аналогичен спектру поглощения старой крови.
В 2010 году Джузеппе Гераци, профессор факультета биологии Неаполитанского университета, после 4 лет исследований пришёл к заключению, что в ампуле присутствует кровь. Он воспроизвёл феномен перед аудиторией, используя свою собственную кровь, завершив демонстрацию словами: «это просто кровь, а не чудо». Как и у других исследователей, доступа к содержимому ампулы у него не было. Его выводы отчасти построены на изучении аналогичной капсулы из Eremo dei Camaldoli, относящейся к XVIII веку.